# Grande Colombia
La Grande Colombia fu uno Stato sudamericano esistito tra il 1819 e il 1831 e comprendente gli attuali territori di Colombia, Venezuela, Ecuador e Panama. Il suo nome ufficiale era República de Colombia, mentre la dizione corrente vale a differenziare lo Stato storico dalla Colombia odierna.
La Grande Colombia voluta da Simón Bolívar fu proclamata dal Congresso di Angostura il 17 dicembre 1819 e dotata formalmente di una costituzione dal Congresso di Cúcuta il 30 agosto 1821. Originò dal vicereame spagnolo della Nuova Granada, formato nel 1717, dalla Capitaneria generale del Venezuela, creata nel 1777, e dalla regione di Quito. Quest'ultima, per entrarvi di fatto, dovette però attendere la liberazione, avvenuta con la battaglia di Pichincha il 24 maggio 1822. La Grande Colombia acquisì anche Panama e alcuni territori degli attuali Stati di Costa Rica, Brasile e Guyana.

## Storia

### Antefatti
I fallimenti della seconda repubblica venezuelana e di altre esperienze avevano costretto Simón Bolívar a riflettere sulla via per ottenere l'indipendenza definitiva dagli spagnoli. Egli giunse così alla conclusione che occorresse non solo sconfiggerli completamente per impedire loro di intraprendere azioni di riconquista, ma anche unificare gli sforzi e le spinte indipendentiste sotto un solo comando e, come garanzia di indipendenza duratura, costituire un'unica repubblica sudamericana grande e forte, in grado di scoraggiare le pretese di qualsiasi potenza imperiale.

### Fondazione

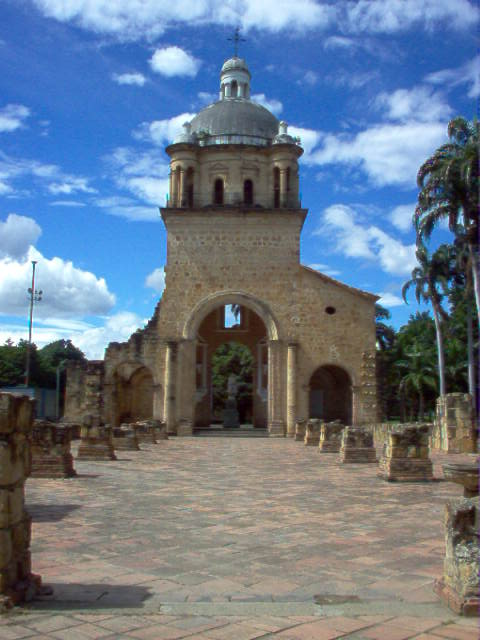
Il Templo Histórico di Cúcuta, sede del Congresso del 1821.

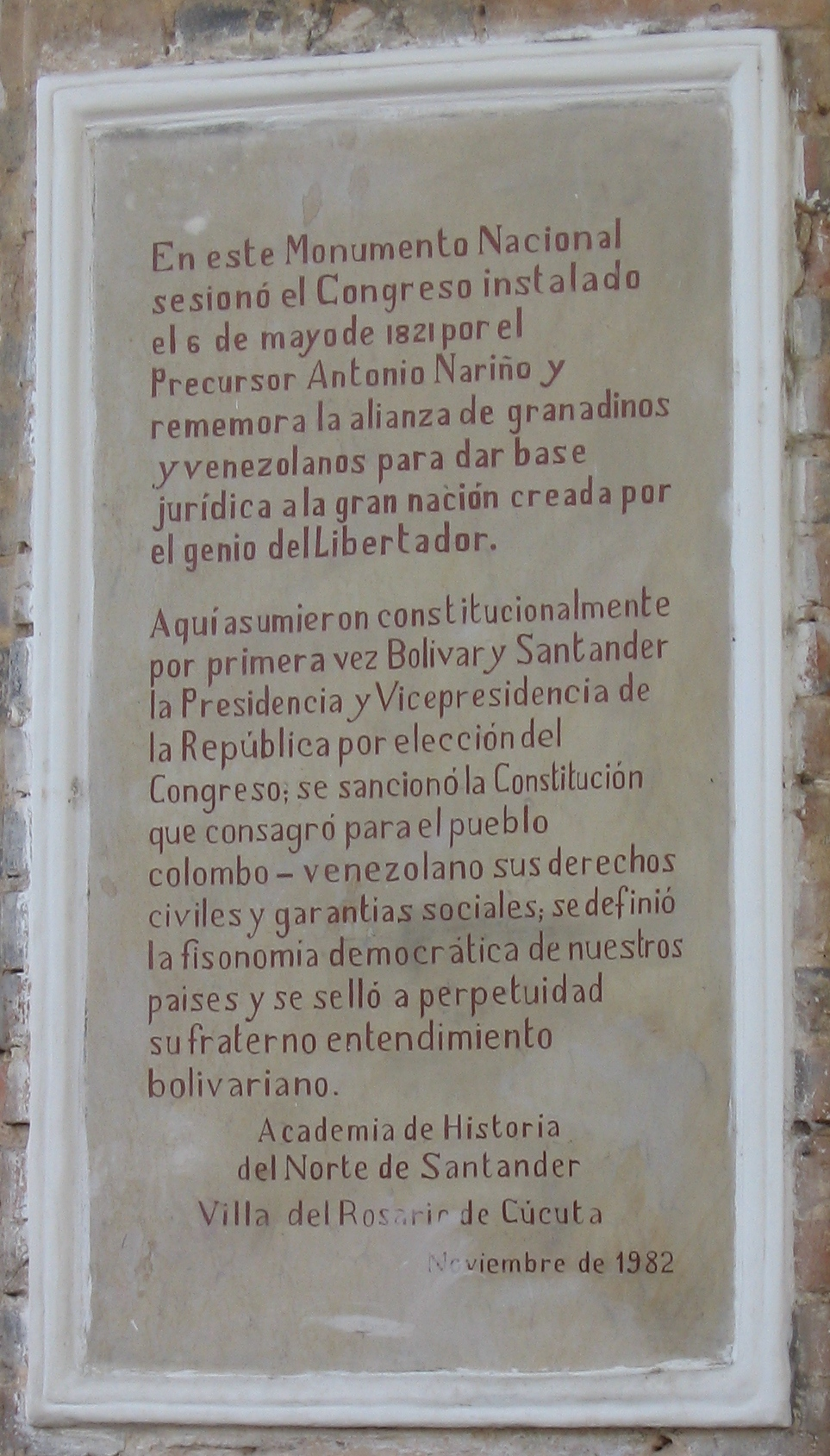
La targa in ricordo del Congresso.

Nel 1816 Bolívar sbarcò nell'isola di Margarita e, ottenuto l'appoggio del comandante locale Juan Bautista Arismendi, preparò la campagna di liberazione del continente. Nel corso di un anno, con l'aiuto dei generali Mariño, Monagas, Páez, Piar, Urdaneta e altri, ottenne una serie di vittorie sulle forze realiste. Liberate infine Guayana e Nuova Granada, proclamò la fondazione della Grande Colombia ad Angostura il 17 dicembre 1819.
La repubblica restava però in parte irredenta e sulla carta. Nei primi anni della sua esistenza, la Grande Colombia contribuì a completare il processo di liberazione di altre province dell'America meridionale. Finalmente, a Cúcuta il 30 agosto 1821, fu formalizzata la costituzione del nuovo Stato, che poté annettersi Panama, Quito e Venezuela. Anche Perù e Bolivia furono liberati (9 dicembre 1824), ma non aderirono all'unione. Il Congresso di Cúcuta stabilì la capitale a Bogotà. All'inizio il governo fu fortemente accentrato, per esigenze di unità dello sforzo indipendentista che anche molti convinti federalisti accettarono.

### Disgregazione
Bolívar sognava di unire l'intero Sudamerica ispanico ma, nonostante la nascita di una prima grande repubblica, al termine della guerra di liberazione l'obiettivo era sostanzialmente fallito. Sconfitto il nemico comune, in seno al grande territorio colombiano affiorarono tensioni e sentimenti federalisti. Del resto altri uomini di Stato, sia locali sia sudamericani in genere, non condividevano le aspirazioni del Libertador. "Ho arato il mare" ebbe a dire Bolivar al momento del ritiro.
Frustrato, egli abbandonò il progetto di unificazione e rassegnò le dimissioni da presidente della Grande Colombia (carica che ricopriva fin dal principio) il 4 maggio 1830. Il gesto del padre della patria non fece altro che far precipitare la situazione. Le divisioni e i contrasti interni si acuirono, e a nulla valsero gli sforzi del generale Rafael Urdaneta, asceso al potere, di ristabilire l'ordine e rendere la presidenza a Bolívar.

### Scioglimento
Già sostanzialmente dissolta nel 1830, la grande federazione fu sciolta anche formalmente l'anno seguente. Il sogno del Libertador era definitivamente svanito. Dallo scioglimento nacquero ufficialmente i tre Stati di Ecuador, Venezuela e Nuova Granada. Quest'ultima originava dal distretto di Cundinamarca, una delle principali entità territoriali definite dal Congresso di Angostura. Nel 1863 avrebbe cambiato nome in Stati Uniti di Colombia e nel 1886 in quello attuale di Colombia. Panama sarebbe rimasta provincia colombiana fino al 1903, quando (con il supporto degli Stati Uniti d'America in cambio del permesso di edificare il canale) si rese a sua volta indipendente.

## Governo e politica
L'organizzazione politica della Gran Colombia fu definita nel Congresso di Cucuta (1821). In tale assemblea fu designata Bogotá come capitale, mentre Caracas e Quito erano sede delle più alte corti dei distretti giudiziari in cui era divisa la repubblica.
Nonostante Bolivar si fosse battuto fin dal congresso di Angostura per dare un assetto parlamentare allo Stato, il governo era caratterizzato da un forte potere esecutivo, nella persona del Presidente della Repubblica, e dei vice presidenti regionali che agivano per conto del presidente in sua assenza. Entrambe le cariche erano votate da un collegio elettorale nominato dalle assemblee provinciali.
L'esecutivo era suddiviso in quattro ministeri: Affari esteri, dell'Interno, delle Finanze e dogane, e militare e della Marina.
Il potere legislativo risiedeva nel Congresso, composto da due camere: il Senato e la Camera dei Rappresentanti. Il Congresso si riuniva una volta l'anno ed i suoi membri, duranti in carica 8 anni al Senato e 4 alla Camera dei Rappresentanti erano eletti dalle tre assemblee regionali del paese. Ogni dipartimento inviava al Congresso un totale di 4 senatori. Il numero dei deputati da inviare dalle province era in proporzione alle rispettive popolazioni; il rapporto era di un rappresentante per ogni 30 000 abitanti censiti. L'amministrazione dipartimentale era responsabilità di un Intendente, nominato dal Presidente, che a sua volta sceglieva i governatori di ogni provincia. Tutte queste cariche duravano tre anni.

### Presidenti
Ricoprirono l'incarico di Presidente della Repubblica della Grande Colombia:
- Simón Bolívar (5 febbraio 1819 – 4 maggio 1830)
- Joaquín Mosquera (4 maggio – 4 settembre 1830)
- Rafael Urdaneta (4 settembre 1830 – 30 aprile 1831)
- Francisco de Paula Santander (10 marzo 1832 – 1 aprile 1837).

## Suddivisione amministrativa
Tre grandi regioni composero la Repubblica di Colombia: Cundinamarca, Quito e Venezuela. Originariamente chiamate dipartimenti, nel 1824 esse furono trasformate in distretti, e suddivise a loro volta in 12 dipartimenti e 46 province. Il dipartimento di Cundinamarca cambiò nome in distretto di Nuova Granada. I distretti corrispondono approssimativamente agli Stati moderni originati dallo scioglimento della federazione, con l'eccezione di Panama, costituita dal dipartimento dell'Istmo.
| Periodo   | Mappa     | Distretti                     | Dipartimenti                        | Stato moderno   |
| --------- | --------- | ----------------------------- | ----------------------------------- | --------------- |
| 1819-1824 |           | –                             | Cundinamarca                        | Colombia Panama |
| 1819-1824 | Quito     | –                             | Ecuador                             |                 |
| 1819-1824 | Venezuela | –                             | Venezuela                           |                 |
| 1824-1830 |           | Nuova Granada                 | Boyacá Cauca Cundinamarca Magdalena | Colombia        |
| 1824-1830 | Istmo     | Nuova Granada                 | Panama                              |                 |
| 1824-1830 | Quito     | Asuay Ecuador Guayaquil       | Ecuador                             |                 |
| 1824-1830 | Venezuela | Apure Orinoco Venezuela Zulia | Venezuela                           |                 |

## Bandiere con i colori colombiani
Ancora con la citata eccezione di Panama, che ottenne l'indipendenza nel 1903, tutti gli Stati nati dalla dissoluzione della Grande Colombia adottano come bandiera il tricolore colombiano.
|          |         |           |        |  |
| Colombia | Ecuador | Venezuela | Panama |  |